# KZ-Außenlager Fischen

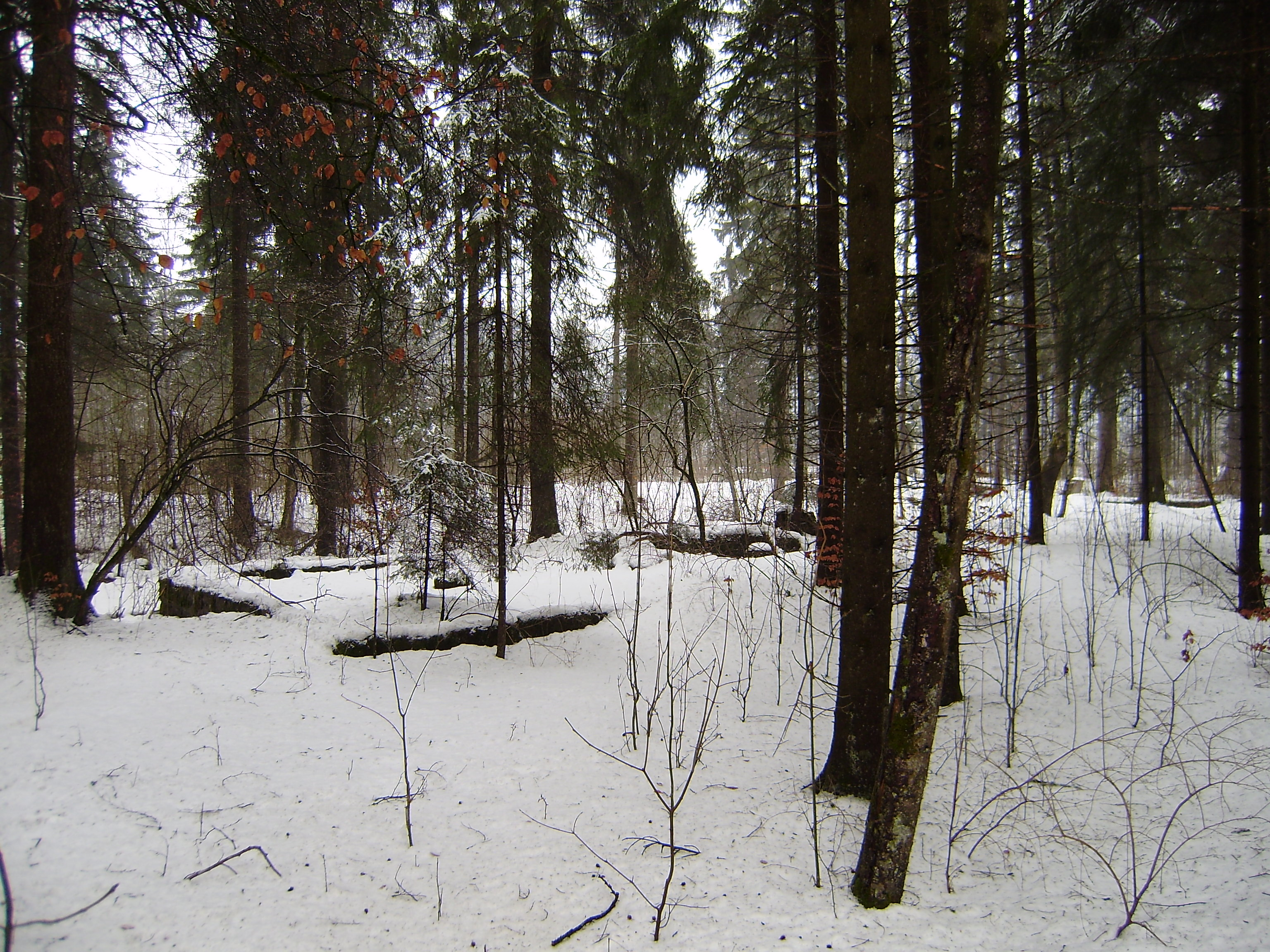
Überreste KZ-Außenlager Fischen (2012)

Das KZ-Außenlager Fischen (auch Kommando Kottern) war vom 6. November 1944 bis 25. April 1945 eines der 169 Außenlager des Konzentrationslagers Dachau.

## Entstehung
Nachdem auch der Jagdflugzeughersteller Messerschmitt in Augsburg das Ziel alliierter Luftangriffe wurde, sollte die Rüstungsproduktion dezentralisiert und versteckt weiterlaufen, so auch hier in einem kleinen Waldstück südlich des Bahnhofs Fischen im Allgäu.
Das Lager entstand wahrscheinlich bereits August/September 1944 als Außenkommando des 20 km nördlich gelegenen KZ-Außenlagers Kottern-Weidach. Das KZ-Außenlager Fischen war umgeben mit einem hohen, elektrischen Doppelzaun aus Stacheldraht, dazwischen liefen wilde Hunde, die darauf trainiert waren, die Gefangenen anzugreifen. Um das Lager herum standen Wachtürme, nachts beleuchteten Suchscheinwerfer das Gelände, um Fluchtversuche zu verhindern.
In vermutlich vier Baracken stellten im Schnitt 250 bis 300 Häftlinge aus Deutschland, Österreich, der Sowjetunion, Italien, Frankreich und Polen in zwölfstündigen Tag- und Nachtschichten Flugzeugrahmen für die Messerschmitt AG her.

## Lagerführung
Als Lagerführer nennen die Ermittlungsakten zu Beginn SS-Hauptsturmführer Ludwig Geiss, anschließend von Dezember 1944 bis April 1945 SS-Unterscharführer (oder SS-Untersturmführer) Emil Schmidt, der vorher im KZ-Außenlager Kempten eingesetzt war. Der Wachzug für das Lager Fischen bestand aus 18 Mann, die zum Teil nicht aus der SS kamen, sondern Kriegsverletzte aus Lazaretten oder Piloten, die kein Flugzeug hatten und eben anderweitig eingesetzt wurden.

## Lagerbedingungen
Die hygienischen Verhältnisse für die Lagerinsassen waren als sehr schlecht zu bezeichnen:

„[…] Das Lager befindet sich immer noch im Aufbau und macht einen primitiven Eindruck. […] Die Abort- und Waschanlagen sind primitiv. Das Häftlingsrevier ist behelfsmäßig eingerichtet. Entlausungsangelegenheit fehlt noch. […]“

Die Häftlinge berichteten später von Löchern in den Dächern der Baracken, Schmutz, Ungeziefer und Hungerrationen.
Die harte Arbeit, schlechte Hygiene und unzureichende Ernährung forderten Opfer unter den KZ-Häftlingen. Sie litten an Skorbut und aßen aus Not vor Hunger Hunde und Katzen. Die Überlebenschancen im Lager Fischen waren jedoch deutlich höher verglichen mit den höllischen Zuständen in Lagern des KZ-Außenlagerkomplexes Kaufering oder des KZ-Außenlagers Riederloh II.
Ebenfalls sind Hilfsaktionen bekannt, wie die des gelernten Maurers Alois Faulhaber, der ein halbes Jahr als Aufseher im SS-Arbeitslager arbeiten musste und der unter Lebensgefahr einen jungen unterernährten russischen Gefangenen mehrere Monate auf seinem eigenen Hof versteckte.

## Zwangsarbeit
Die KZ-Häftlinge mussten das Lager errichten und beim Aufbau der Wald-Produktionsgebäude von Messerschmitt im Langenwanger Weidach sowie in der Fabrik in Fischen arbeiten.

## Verbrechen
Vorermittlungen zu einem 1977 eingestellten Verfahren ergaben keine Anhaltspunkte für unmittelbare Tötungshandlungen. Überlebende berichteten über Misshandlungen sowie Erschießungen von Häftlingen nach Essensdiebstählen und Fluchtversuchen. Außerdem sollen Häftlinge auf dem Evakuierungsmarsch erschossen worden sein.
Im Außenlager Fischen waren zwei in Wien verhaftete österreichische Widerstandskämpfer (Spanienkämpfer), Franz Storkan und Gustav Teply, untergekommen, die die SS ausfindig machte, in das KZ-Dachau brachte und dort am 7. April 1945 in der Nähe des Krematoriums erhängte. Teply war dazu trotz einer Erkrankung von der SS aus dem Krankenrevier in Fischen geholt worden.

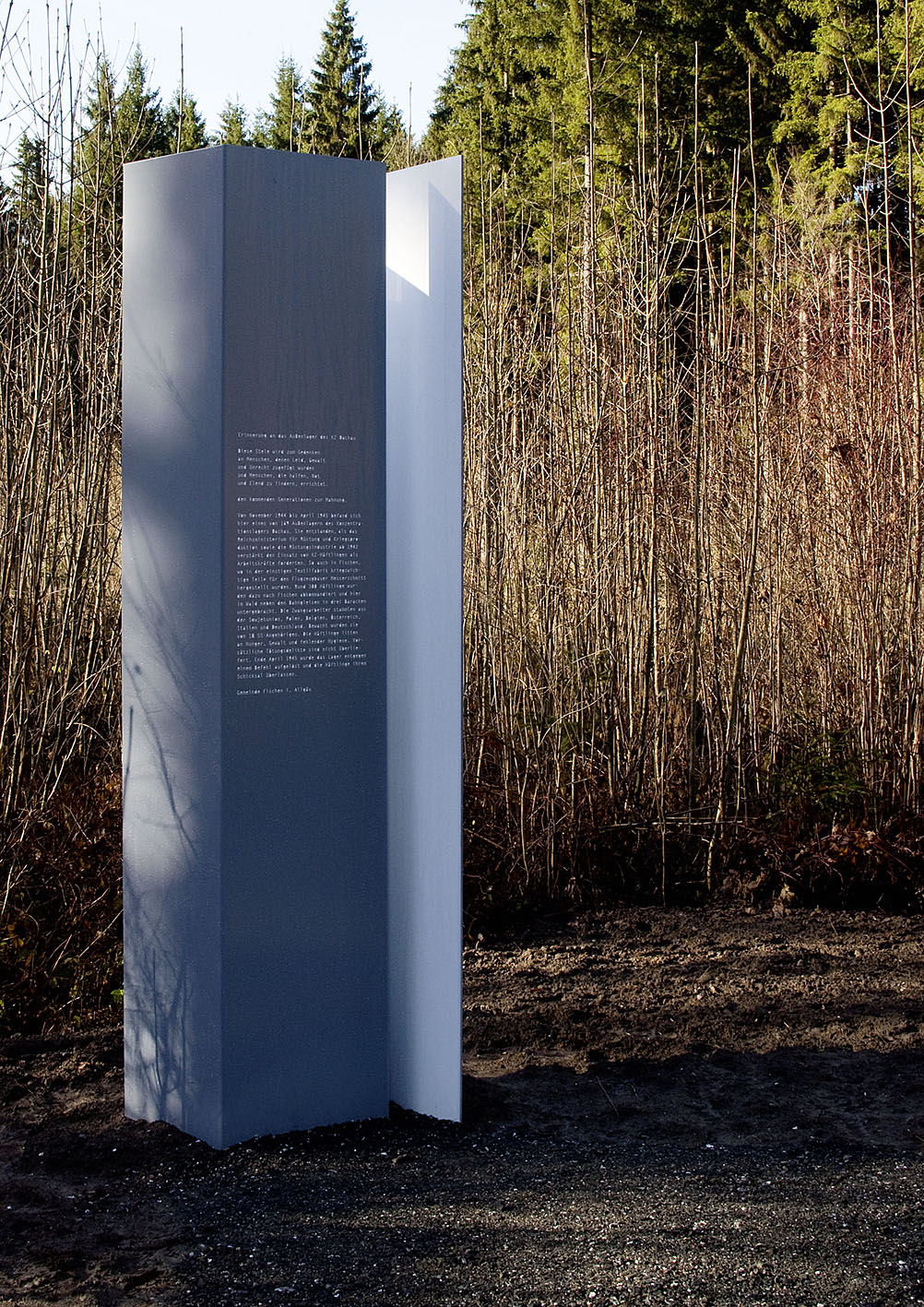
Mahnmal-Stele (Foto: 2012)

## Erinnerung
Im Oktober 2010 enthüllte die Gemeinde Fischen etwa 100 Meter Luftlinie von den Überresten des Lagers entfernt eine Stele des Künstlers Andreas Koop aus Nesselwang, die die Erinnerung an das Außenlager des KZ Dachau wachhalten soll.